# SUMMER LOVE (曲)
「SUMMER LOVE」（サマラブ）は、日本の男性グループ・MAG!C☆PRINCEの楽曲。7作目のシングルとして2018年6月20日にユニバーサルミュージックのレーベル・ZEN MUSICからリリースされた。

## 制作、音楽性
作詞・作曲・編曲はデビュー曲「絶対☆アイシテル!」をはじめ1年目の楽曲の大半を手掛けたワイルドアニマルズで、シングル表題曲を担当したのはセカンド・シングル「Spin the Sky」（2016年5月）以来になる。「SUMMER LOVE」はMAG!C☆PRINCEがはじめて夏にリリースした楽曲であり、グループの公式サイトではこの曲を「アッパーで爽快なラブソング」と紹介した。メンバーの大城光は「聴きどころは最初から最後までひとつの物語のように楽しめるところです」とコメントしている。
楽曲の調はロ短調(Bm)、2番の途中からハ短調(Cm)に転調する。コーラスを含むイントロからはじまり、ソロパートが中心のAメロ、2〜3人ずつでの歌唱が中心のBメロ、サビのCメロ、と進む。イントロと同じ間奏が入り、2番のAメロはラップになる。この曲でははじめて全員でのラップを披露している。Bメロで1番と同じメロディに戻り、大城の「もう一度」というブレイクから、転調したCメロに入り、イントロ・間奏と同じアウトロで締められる。大城はこの曲は「1番と2番がまったく別のもの」であり、2番のサビ部分がこの曲の大サビである、と解説している。

## リリース、プロモーション
2018年2月リリースの「Best My Friend」に続くシングルである。はじめは7月4日にリリースすると発表していたが、5月にリリース日がそれより2週間早くなったことを発表している。この曲はグループがCMキャラクターを務める「イモトのWiFi」（エクスコムグローバル）のCMの新シリーズ「タイ編」のCMソングに使用された。
3月14日にMAG!C☆PRINCEの公式サイト上で今作の情報を公開し、4月7日からリリースイベントを開催した。4月7日に開催したイベントで「SUMMER LOVE」を初披露し、9日放送の冠ラジオ番組『MAG!C☆PRINCEのCheerラジ』（Radio NEO）で楽曲をオンエアした。5月26日にミュージック・ビデオとジャケット写真を公開する。6月、タワーレコードがボーイズグループをプッシュする企画『BOYS POP!』の第10弾アーティストに決定し、店舗でのコラボポスター掲出などの企画がおこなわれた。6月25日（24日深夜）放送の冠番組『本気プリ』（CBC）では、「『SUMMER LOVE』のアルファベットが頭文字に付くメニューがある店にポスターを貼る」という企画を放送した。
CDシングルは、通常盤・初回限定盤・メンバー個人絵柄盤5種の7つのタイプでリリースされた。CDの収録トラックはすべて同じで、初回限定盤は「SUMMER LOVE」のミュージック・ビデオとそのメイキング映像を収録したDVDが付属する。カップリングに収録された「Magic Dragons」は、CBCテレビの野球中継『燃えよドラゴンズ』のテーマソングであり、前作「Best My Friend」に続いてSPYAIRが書き下ろした、MAG!C☆PRINCEによる中日ドラゴンズの応援ソングである。

## ミュージック・ビデオ
「SUMMER LOVE」のミュージック・ビデオはタイで撮影された。MAG!C☆PRINCEにとってはじめての海外ロケによるビデオである。ロケーションはパタヤビーチやバンコク市街地などで、クルーザーを使っての撮影、ビーチでのダンスシーンなどで構成される。

## チャート成績
MAG!C☆PRINCEは今作で初のチャート首位を獲得した。オリコンチャートでは、リリース初日のデイリーシングルランキングで初登場1位を記録。初週に8.5万枚を売り上げ、7月2日付けの週間ランキングにおいて1位を獲得した。ビルボード・ジャパンのチャートでは、週間シングル・セールス・チャートで1位を獲得するも、総合チャートBillboard Japan Hot 100においては同日リリースのGOT7「THE New Era」に次ぐ2位となった。

## 収録トラック
CD
1. 「SUMMER LOVE」（作詞・作曲・編曲: ワイルドアニマルズ） – 3:00[20]
2. 「Magic Dragons」（作詞: MOMIKEN・作曲・編曲: UZ） – 4:09[20]
3. 「SUMMER LOVE (instrumental)」
4. 「Magic Dragons (instrumental)」

DVD（初回限定盤）
- 「SUMMER LOVE (Music Video)」
- 「SUMMER LOVE (Making Video)」